# Challenger de Medellín
El torneo Seguros Bolívar Open Medellín es un torneo profesional de tenis disputado en pistas de polvo de ladrillo.Pertenece al ATP Challenger Series. Se juega desde el año 2004 sobre tierra batida , en Medellín, Colombia.

## Palmarés

### Individuales
| Año  | Campeón            | Finalista            | Resultado         |
| ---- | ------------------ | -------------------- | ----------------- |
| 2017 | Nicolás Jarry      | João Souza           | 6-1, 3-6, 7–60    |
| 2016 | Facundo Bagnis     | Caio Zampieri        | 6–73, 7–5, 6–2    |
| 2015 | Paolo Lorenzi (2)  | Gonzalo Lama         | 7–63, 2–0, retiro |
| 2014 | Austin Krajicek    | João Souza           | 7-5, 6-3          |
| 2013 | Alejandro González | Guido Andreozzi      | 6-4, 6-4          |
| 2012 | Paolo Lorenzi (1)  | Leonardo Mayer       | 7-65, 6-74, 6-4   |
| 2011 | Víctor Estrella    | Alejandro Falla      | 6-72, 6-4, 6-4    |
| 2010 | Marcos Daniel      | Juan Sebastián Cabal | 6-3, 7-5          |
| 2009 | Juan Ignacio Chela | João Souza           | 6-4, 4-6, 6-4     |
| 2008 | Leonardo Mayer     | Sergio Roitman       | 6-4, 7-5          |
| 2007 | Eduardo Schwank    | Chris Guccione       | 7-5, 5-7, 7-5     |
| 2006 | Chris Guccione     | Santiago Giraldo     | 7-6, 7-6          |
| 2005 | Santiago Giraldo   | Luciano Vitullo      | 2-6, 6-4, 7-5     |
| 2004 | Sebastián Decoud   | Michael Quintero     | 6-4, 7-5          |

### Dobles
| Año  | Campeones                                    | Finalistas                         | Resultado          |
| ---- | -------------------------------------------- | ---------------------------------- | ------------------ |
| 2017 | Darian King Miguel Ángel Reyes-Varela        | Nicolás Jarry Roberto Quiroz       | 6-4, 6-4           |
| 2016 | Alejandro Falla (2) Eduardo Struvay (2)      | André Ghem Juan Lizariturry        | 6-3, 6-2           |
| 2015 | Nicolás Barrientos Eduardo Struvay (1)       | Alejandro Gómez Felipe Mantilla    | 7-66, 6-74, [10-4] |
| 2014 | Austin Krajicek César Ramírez                | Roberto Maytín Andrés Molteni      | 6-3, 7-5           |
| 2013 | Emilio Gómez Roman Borvanov                  | Nicolás Barrientos Eduardo Struvay | 6-3, 7-64          |
| 2012 | Nicholas Monroe Simon Stadler                | Renzo Olivo Marco Trungelliti      | 6-4, 6-4           |
| 2011 | Paul Capdeville Nicolás Massú                | Alessio di Mauro Matteo Viola      | 6-2, 4-6, 10-8     |
| 2010 | Juan Sebastián Cabal (2) Robert Farah        | Franco Ferreiro André Sá           | 6-3, 7-5           |
| 2009 | Sebastián Decoud Eduardo Schwank             | Diego Junqueira David Marrero      | 6-0, 6-2           |
| 2008 | Juan Sebastián Cabal (1) Alejandro Falla (1) | Juan-Pablo Amado Víctor Estrella   | 3-4, ret.          |
| 2007 | Pablo Cuevas Horacio Zeballos                | Santiago González Bruno Soares     | 6-4, 6-4           |
| 2006 | André Ghem (2) Marcelo Melo                  | Pablo Cuevas Horacio Zeballos      | walkover           |
| 2005 | Felipe Prada Luciano Vitullo                 | Michael Quintero Sergio Ramírez    | 6-3, 7-5           |
| 2004 | Lucas Engel André Ghem (1)                   | Jorge Aguilar Guillermo Hormazábal | 7-6, 6-3           |